# برنهارد گسترین
برنهارد گسترین (انگلیسی: Bernhard Gstrein؛ زادهٔ ۱۹ سپتامبر ۱۹۶۵) اسکی‌باز آلپاین اهل اتریش است.